# Индиана Джоунс и кралството на кристалния череп
Индиана Джоунс и кралството на кристалния череп (на английски: Indiana Jones and the Kingdom of the Crystal Skull) е американски екшън приключенски филм от 2008 г., режисиран от Стивън Спилбърг по сценарий на Дейвид Коъп, базиран на оригиналната история от Джордж Лукас и Джеф Нейтънсън. Това е четвъртата част от филмовата поредица Индиана Джоунс и е продължение на Индиана Джоунс и последният кръстоносен поход (1989). Действието се развива през 1957 г. и противопоставя Индиана Джоунс (Харисън Форд) на съветските агенти на КГБ, водени от Ирина Спалко (Кейт Бланшет), които търсят телепатичен кристален череп, намиращ се в Перу. Джоунс е подпомаган от бившата си любовница Марион Рейвънууд (Карън Алън) и сина им Мът Уилямс (Шая Лабъф). Рей Уинстън, Джон Хърт и Джим Броудбент са част от поддържащия актьорски състав.
Джеб Стюарт, Джефри Боам, Франк Дарабонт, Лукас и Нейтънсън пишат чернови, преди сценарият на Коъп да задоволи продуцентите. Създателите на филма възнамеряват да отдадат почит на научнофантастичните филми от категория Б от 50-те години на миналия век. Снимките започват на 18 юни 2007 г. на различни места в Ню Мексико, Ню Хейвън, Кънектикът, Хавай и Фресно, Калифорния, както и на снимачни площадки в Лос Анджелис. За да се запази естетическа приемственост с предишните филми, екипът разчита на традиционна каскадьорска работа вместо на компютърно генерирани дубльори, а операторът Януш Камински изучава стила на Дъглас Слокомб от предишните филми.
Предварителната премиера на Индиана Джоунс и кралството на кристалния череп е на 18 май 2008 г. на 61-ия филмов фестивал в Кан, като официалната е на 22 май в САЩ, разпространяван от Парамаунт Пикчърс. Филмът получава като цяло положителни отзиви от критиците, но смесени отзиви от публиката. Филмът постига и финансов успех, като печели над 786 милиона долара в световен мащаб, което го прави най-касовият филм от поредицата (без корекция за инфлацията), както и вторият най-касов филм за 2008 г.
Индиана Джоунс и кралството на кристалния череп е последният филм от поредицата Индиана Джоунс, разпространяван от Парамаунт, тъй като Уолт Дисни Студиос придобива правата за бъдещи филми след придобиването на Лукасфилм от компанията майка през октомври 2012 г., като Парамаунт все още запазва правата за оригиналните четири филма и получава „финансово участие“ от всички допълнителни компании. Това е и последният филм от поредицата, на който Спилбърг и Лукас са признати съответно за режисурата и историята. Продължение, завършващо сагата, озаглавено Индиана Джоунс и Реликвата на съдбата, излиза на 30 юни 2023 г.

## Сюжет
През 1957 г. съветски агенти, водени от полковник доктор Ирина Спалко, отвличат американския археолог Индиана Джоунс и неговия партньор Джордж „Мак“ Макхейл. Те проникват в Хангар 51 в Невада и използват Джоунс, за да открият мумифициран извънземен от инцидента в Розуел.
Джоунс открива мумията, преди да бъде измамен от Мак, но бяга в близък моделен град на тестовия полигон в Невада, минути преди тест на атомна бомба. Той оцелява след експлозията в хладилник, облицован с олово, в една от макетните къщи в града, преди да бъде спасен и разпитан от ФБР.
Връщайки се в колежа „Маршал“, Джоунс открива, че е пуснат в неопределен отпуск. Мът Уилямс, млад грийзър, се приближава до Джоунс и го информира, че бившият му колега, Харолд „Вол“ Оксли, е намерил кристален череп в Перу, търсейки митичния град Акатор. Съветски агенти се опитват да ги заловят, но двамата бягат и пътуват до Перу.
В Перу те намират дърворезби, изработени от Окс, които отвеждат двамата до гроба на Франсиско де Ореляна, съдържащ удължен кристален череп. Напускайки гроба, те са заловени от руснаците и отведени в лагер в амазонската тропическа гора.
След като отново се събира с Мак, Спалко, объркания Окс и майката на Мът, Мериън Рейвънуд, Джоунс разбира от последната, че Мът е негов син. Спалко му разкрива, че черепите са с извънземен произход и възнамерява да ги използва, за да внушава съветска пропаганда в съзнанието на американците.
Джоунс има кратка телепатична връзка с черепа, която му нарежда да го върне на Акатор. Той осъзнава, че Окс се опитва да общува чрез автоматично писане, откривайки път към града.
Докато е на път за Акатор, Джоунс си връща черепа от съветските войски и бяга от тях заедно с Марион, Окс, Мът и Мак, който твърди, че е двоен агент, като през цялото време оставя следа за Спалко. Джоунс и неговите спътници откриват Акатор, където научават, че черепът е принадлежал на едно от тринадесетте „междуизмерни същества“, които ранните племена уга са почитали като божества.
Спалко ги настига и връща черепа на скелета му, който оживява и ѝ предлага наградата на всезнанието. Когато над камерата се отваря междуизмерен портал, отвличащ останалите войници на Мак и Спалко, скелетите се обединяват в съживен извънземен, който прехвърля огромно количество знания в ума на Спалко, изпарявайки я.
Джоунс, Окс, Марион и Мът бягат от рушащия се град, когато летяща чиния се издига от руините и отлита в друго измерение. Докато Окс възвръща разсъдъка си, Джоунс и неговата група се завръщат в Съединените щати, където е върнат на работа в колежа „Маршал“ и повишен в заместник-декан, и се жени за Мериън.

## Актьорски състав
- Харисън Форд – Индиана Джоунс, професор по археология и авантюрист
- Кейт Бланшет – Ирина Спалко, съветски агент
- Карън Алън – Мериън Рейвънуд, стара любов на Индиана и майка на Мът
- Рей Уинстън – Джордж "Мак" Макхейл, английски агент, стар приятел на Инди, работещ вече за руснаците
- Джон Хърт – Харолд "Окс" Оксли, приемният баща на Мът и стар приятел на Индиана
- Джим Броудбент – Чарли Станфорд, декан на колежа „Маршал“
- Шая Лабъф – Хенри Джоунс III / Мът Уилямс, млад грийзър, син на Мериън и Индиана

В Индиана Джоунс и кралството на кристалния череп участват още Игор Жижикин като руския полковник Антонин Довченко. Джоел Стофър и Нийл Флин като агентите на ФБР Тейлър и Пол Смит съответно. Алън Дейл е в ролята на генерал Рос. Андрю Дивоф и Павел Личников играят съответно съветските агенти Грант и Рузвелт. Иля Волок и Димитри Дяченко са руснаците в костюми. Ърни Рейес-младши е пазачът на гробищата. Чет Ханкс е студентът в библиотеката.
Шон Конъри отхвърля предложението да повтори ролята на Хенри Джоунс-старши, тъй като смята пенсионирането си за твърде приятно.
Джон Рийс-Дейвис е помолен да повтори ролята си на Салах като гост на сватбата, но отказва.

## Производство

### Разработка
През 1979 г. Джордж Лукас и Стивън Спилбърг сключват сделка с Парамаунт Пикчърс за пет филма за Индиана Джоунс. След излизането на Индиана Джоунс и последният кръстоносен поход през 1989 г., Лукас оставя поредицата да приключи, тъй като чувства, че не може да измисли добър сюжетен ход, който да е движещата сила на следващата част. Вместо това той избира да продуцира телевизионния сериал, явяващ се предистория Хрониките на младия Индиана Джоунс. На следващата година Харисън Форд изразява чувствата си, че макар да не е сигурен дали героят на Индиана Джоунс е напълно разработен или не, има впечатлението, че Последният кръстоносен поход ще бъде последният филм за Индиана Джоунс и че колкото и да му харесва да играе Джоунс, смята, че трилогията е достатъчна, въпреки че не изключва възможността да работи отново с Лукас и Спилбърг.
В интервю от 2000 г. Спилбърг споделя, че децата му постоянно го питат кога ще направи следващия филм за Индиана Джоунс и че проектът скоро ще бъде възобновен. Същата година Форд, Лукас, Спилбърг, Франк Маршал и Катлийн Кенеди се срещат по време на церемонията по почитта на Американския филмов институт към Форд и решават, че искат отново да се насладят на преживяването да направят филм за Индиана Джоунс. Спилбърг също така намира завръщането към поредицата за почивка от многото си мрачни филми през този период като Изкуствен интелект (2001), Специален доклад (2002) и Мюнхен (2005). Лукас убеждава Спилбърг да използва извънземни в сюжета, но не такива от друга планета, а от друго измерение. Лукас също така предлага да използват кристални черепи, за да се обоснове идеята. Той намира тези артефакти за толкова завладяващи, колкото Кивота в първия филм.
Франк Дарабонт, който пише различни епизоди за сериала, е нает да напише сценария през май 2002 г. Неговият сценарий, озаглавен Индиана Джоунс и градът на боговете, се развива през 50-те години, като бивши нацисти преследват Джоунс. Спилбърг обмисля идеята заради реални личности като Хуан Перон в Аржентина, който защитава нацистките военнопрестъпници. Дарабонт твърди, че Спилбърг е харесал сценария, но Лукас е имал проблеми с него и е решил сам да поеме писането. Лукас и Спилбърг признават, че обстановката от 50-те години на миналия век не може да игнорира Студената война и че съветите са по-правдоподобни злодеи. Спилбърг решава, че не може да осмива нацистите, след като режисира Списъкът на Шиндлер (1993), докато Форд отбелязва: „Ние просто изчерпахме нацистите“.
Джеф Нейтънсън се среща със Спилбърг и Лукас през август 2004 г. и им предава своите чернови през октомври и ноември 2005 г., озаглавени Атомните мравки. Дейвид Коъп продължава работата по сценария, като дава подзаглавието Разрушител на светове, базирано на цитата на Робърт Опенхаймер. Заглавието е променено на Кралството на кристалния череп, тъй като Спилбърг го намира за по-привлекателно. Коъп си сътрудничи със сценариста на Похитителите на изчезналия кивот Лорънс Касдан по любовния диалог във филма.

### Заснемане
За разлика от предишните филми, Спилбърг заснема целия филм в Съединените щати, заявявайки, че не иска да бъде далеч от семейството си. Основните снимки започват на 18 юни 2007 г. в Деминг, Ню Мексико. Обширната сцена на преследване, развиваща се във измисления колеж „Маршал“, е заснета между 28 юни и 7 юли в Йейлския университет в Ню Хейвън, Кънектикът (където синът на Спилбърг, Тео, учи). За да се придържат към факта, че историята се развива през 50-те години на миналия век, няколко фасади са променени, въпреки че между кадрите са поставени табели, за да се каже на публиката кой всъщност е магазинът или ресторантът.
След това екипът снима сцени, развиващи се в джунглата на Амазонка в Хило, Хавай, през август. Индиана Джоунс и кралството на кристалния череп е най-мащабният филм, заснет в Хавай след Воден свят (1995), като се очаква да генерира между 22 и 45 милиона щатски долара приходи в местната икономика. Поради приближаващ ураган, Спилбърг не успява да заснеме бой на водопад, затова изпраща втори екип да заснеме кадри от водопадите Игуасу в Бразилия и Аржентина. Тези кадри са дигитално комбинирани в бойната сцена, която е заснета на площадка на Юнивърсъл.
Половината от снимките на филма са планирани да се проведат на пет студия в Лос Анджелис: Дауни, Сони Пикчърс Студиос, Уорнър Брос, Парамаунт Пикчърс и Юнивърсъл Студиос. На 11 октомври 2007 г. снимките са преместени на летище Чандлър Фийлд във Фресно, Калифорния, замествайки Международното летище в град Мексико. След като сутринта на 12 октомври 2007 г. са заснети въздушни кадри на летище Чандлър, снимките приключват. Въпреки че първоначално не установява нужда от повторни записи, след като гледа първия монтаж на филма, Спилбърг решава да добави начален кадър, заснет на 29 февруари 2008 г. в Пасадена, Калифорния.

### Дизайн
Спилбърг и Януш Камински, който заснема всички филми на режисьора след Списъкът на Шиндлер, рецензират предишните филми, за да изучат стила на Дъглас Слокомб. „Не исках Януш да ни пренесе в 21 век“, обяснява Спилбърг. „Исках филмът да има стил на осветление, който да не се различава от работата, постигната от Дъг Слокомб, което означаваше, че и двамата с Януш трябваше да преглътнем гордостта си. Януш трябваше да се доближи до визията на друг оператор, а аз трябваше да се доближа до визията на този по-млад режисьор, от който си мислех, че съм се отдалечил след почти две десетилетия“. Спилбърг наема сценографа Гай Хендрикс Диас, след като изпитва възхищение от работата му в Супермен се завръща (2006). Стан Уинстън отговоря за специалните ефекти.

### Музика
Джон Уилямс започва да композира музиката през октомври 2007 г., като записите приключват на 6 март 2008 г. в Сони Пикчърс Студиос. Уилямс описва композирането за вселената на Индиана Джоунс отново „като да седнеш и да довършиш писмо, което си започнал преди 25 години“. Той използва отново темата от Индиана (Маршът на похитителите ), както и тази на Мериън от Похитителите на изгубения кивот, а също така композира пет нови мотива за Мът, Спалко и черепа. Конкорд Мюзик Груп издава саундтрака на 20 май 2008 г.

## Премиера
Премиерата на Кралството на кристалния череп е на Филмовия фестивал в Кан на 18 май 2008 г., няколко дни преди световната му премиера на 22 май. Това е първият филм на Спилбърг след Извънземното (1982), чиято премиера е в Кан. Филмът е прожектиран в приблизително 4000 кина в Съединените щати и е дублиран на 25 езика за световната си премиера. Разпространени са над 12 000 копия, като това е най-големият тираж в историята на Парамаунт Пикчърс. Въпреки че Спилбърг настоява филмите му да се гледат само традиционно с помощта на филмов проектор в кината, Парамаунт решава да пусне филма в цифрови кина като част от схема за преобразуване на 10 000 кина в САЩ в този формат. Кралството на кристалния череп е забележителен и с това, че е последният филм от поредицата, разпространяван от Парамаунт, тъй като Уолт Дисни Студиос пуска петия филм на 30 юни 2023 г., след като през 2012 г. компанията майка придобива Лукасфилм.

### Боксофис
Индиана Джоунс и кралството на кристалния череп се разпространява от една компания – Парамаунт, но е собственост на друга – Лукасфилм. Предварителното споразумение между двете компании дава на Парамаунт 12.5% от приходите на филма. Тъй като бюджетът от 185 милиона долара е по-голям от първоначално планирания, Лукас, Спилбърг и Форд се отказват от големи предварителни хонорари, за да може Парамаунт да покрие разходите. Печалбата за студиото започва едва ако филмът надхвърли 400 млн. долара приходи, след което и участниците с дялове започват да печелят.
Филмът е пуснат на 22 май 2008 г. в Съединените щати и Канада, прожектиран в 4260 кина. По това време той постига третия най-голям брой прожекции след Карибски пирати: На края на света (2007) и Спайдър-мен 3 (2007). За първия си ден филмът печели 25 милиона долара в страната, което го прави четвъртият с най-голям брой прожекции в четвъртък след Междузвездни войни: Епизод II - Клонираните атакуват (2002), Матрицата: Презареждане (2003) и Междузвездни войни: Епизод III – Отмъщението на ситите (2005). В първия си уикенд лентата генерира приблизително 101 милиона долара брутни приходи и се класира на първо място в боксофиса. Филмът поставя рекорди за първия уикенд както за филм на Стивън Спилбърг, така и за филм на Харисън Форд, чупейки предишните рекорди, държани едновременно от Изгубеният свят: Джурасик парк (1997) и Еър Форс 1. В рамките на първите пет дни след премиерата си филмът печели 151,1 милиона долара брутни приходи. Това е третият най-успешен филм за 2008 г. в Съединените щати след Черният рицар и Железният човек, и вторият най-касов филм за годината в международен план след Черният рицар. Приходите в световен мащаб са над 786 милиона долара.

## В България
Премиерата на филма в България е на 23 май 2008 г.

### Домашна употреба
На 13 април 2009 г. филмът е издаден на DVD и Blu-Ray със субтитри на български език от Прооптики.

### Телевизионни дублажи
| Преводач            | Яна Янева                                                                    |
| Тонрежисьор         | Александър Тодоров                                                           |
| Режисьор на дублажа | Михаела Минева                                                               |
| Озвучаващи артисти  | Ирина Маринова Александър Воронов Любомир Младенов Иван Велчев Христо Узунов |

| Озвучаващи артисти  | Христина Ибришимова Нина Гавазова Христо Узунов Силви Стоицов Илиян Пенев Светозар Кокаланов |
| Преводач            | Миряна Мезеклиева                                                                            |
| Тонрежисьор         | Лазар Йончев                                                                                 |
| Режисьор на дублажа | Димитър Кръстев                                                                              |

| Озвучаващи артисти  | Елисавета Господинова Христо Узунов Стефан Сърчаджиев-Съра Росен Русев Васил Бинев |
| Преводач            | Миряна Мезеклиева                                                                  |
| Тонрежисьор         | Симеон Либчев                                                                      |
| Режисьор на дублажа | Анна Тодорова                                                                      |